# Fedro (diálogo)

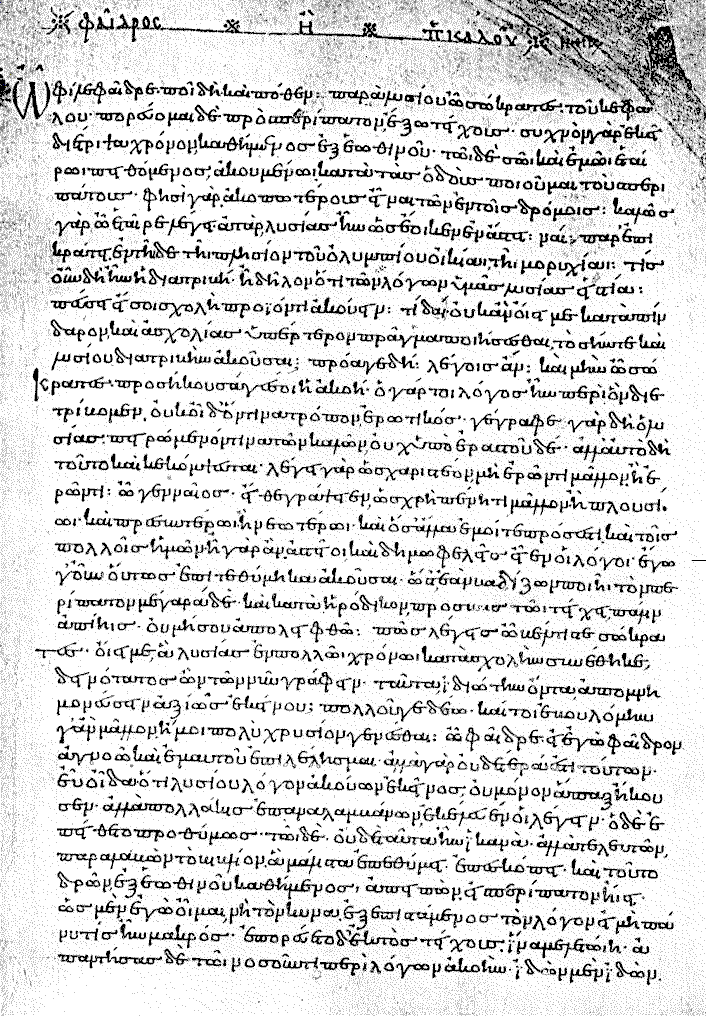
Início do Fedro em um dos mais importantes manuscritos medievais de Platão, o Clarkianus 39, que era parte da biblioteca de Aretas de Cesareia.

Fedro (em grego:  Φαῖδρος), escrito por Platão, é um diálogo entre o protagonista principal de Platão, Sócrates, e Fedro, um interlocutor em diversos diálogos. Fedro foi possivelmente composto por volta de 370 a.C., mesmo período que A República de Platão e O Banquete. Embora ostensivamente sobre o tema do amor, a discussão no diálogo gira em torno da arte da retórica e como deve ser praticada, e apoia-se sobre temas tão diversos quanto a metempsicose (a tradição grega da reencarnação), o eros (amor erótico) e a philia (amizade).

## Personagens
Sócrates
Fedro - ateniense jovem e rico, filho de Phythoclès, do demo de Myrrhinos.
Lísias (de forma ausente)

## Data da composição da obra
A posição de Fedro no corpus de Platão é um ponto ainda em discussão. Discute-se se a obra pertence ao período da juventude ou da velhice do autor. Entretanto, Fedro parece ser posterior ao Banquete e à República 

## Sumário
Fedro versa sobre temas como o amor, a alma, a escrita e a retórica, utilizando-se, além da forma do diálogo, da enunciação de discursos, de mitos e orações. Partindo do eixo temático do Eros, dimensão filosófica essencial, Platão evoca as temáticas da alma da retórica - a primeira enquanto veículo do Eros e a segunda por sua finalidade de persuadir a alma dos homens. Por meio do diálogo entre Sócrates e Fedro, Platão aponta a investigação filosófica como a busca por excelência do verdadeiro cultivo da alma, em contraposição ao fazer retórico.

## Plátano
Segundo Andrea Capra, nesse diálogo Platão teria feito recurso poético ao mito de Helena e referência à própria Academia quando põe Sócrates sentado sob um plátano.
Em lendas e tradições gregas, o plátano era associado às ninfas, em particular à personificação de Helena e a eventos da Guerra de Troia. Platanê era uma palavra que no dialeto espartano significava "ninfa", e na ilha de Lesbos uma inscrição denomina uma ninfa de Plataneis. Segundo Pausânias, um culto dórico na ilha de Rodes adorava a Helena Dendritis (Helena das Árvores). No poema de Teócrito Epitalâmio a Helena, são-lhe feitas oferendas sob um plátano:
"E uma redação dórica seja escrita na casca para aquele que passa notar,

“Eu sou a árvore de Helena; adora-me.”"
A Academia, fundada por Platão em Atenas, foi estabelecida nos campos dedicados a Academo, herói grego que teve participação em um resgate de Helena. Os relatos indicam que abundavam plátanos no local. Devido a isso, Tímon de Flios realizou um trocadilho com o nome de Platão em seus versos, citando a ambientação do Fedro:
"Um peixe-plano liderava todos eles, mas este era um que falava,
e que voz doce nisso! Em seus escritos, ele combina com as cigarras,

derramando suas músicas liriais da árvore de Academo."
Para Capra, Sócrates considerou a árvore como uma deusa que figura a própria presença física da Helena: "Juro a você - mas por quem, por quem entre os deuses? Que tal este plátano aqui?"; e as referências à estátua erigida a Sócrates na Academia após sua morte e, posteriormente, à de Platão, indicariam que elas teriam sido postas sob um plátano.